# Peter Sutton
Peter Sutton (23 de abril de 1943 — 24 de agosto de 2008) fue un mezclador de regrabación de sonido de películas británico. Recibió un premio de la Academia por su trabajo en Star Wars: Episodio V - El Imperio contraataca.

## Filmografía seleccionada
- La pantera rosa ataca de nuevo (The Pink Panther Strikes Again) (1976)
- Star Wars: Episodio V - El Imperio contraataca (1980)
- Cristal oscuro (The Dark Crystal) (mezcla de sonido) (1982)
- Dentro del laberinto (Labyrinth) (mezcla de sonido) (1986)
- The Beatles: Get Back (2021) (grabador de sonido original)[1]

## Premios y reconocimientos
Premios Óscar
| Año  | Categoría    | Trabajo nominado                               | Resultado |
| ---- | ------------ | ---------------------------------------------- | --------- |
| 1981 | Mejor sonido | Star Wars: Episodio V - El Imperio contraataca | Ganador   |